# 穆雷吉诺
穆雷吉诺（羅馬化：Murygino）是俄罗斯基洛夫州的市级镇，属尤里亚区，位于伏尔加河流域内梅江卡河（Медянка）汇入维亚特卡河处，地处基洛夫州中部，在区行政中心尤里亚东南、州府基洛夫西北方。
该地2021年人口有6,850人；2010年人口7,665；2002年人口8,246；1989年人口9,021。